# 202 (число)
202 (Дві́сті два) — натуральне число між 201 і 203.

## Математика
- Складене число, має чотири дільники (1, 2, 101 та 202);
- Може бути представлене у вигляді суми чотирьох послідовних простих чисел: 43 + 47 + 53 + 59 = 202;
- Число Сміта, оскільки 202=2×101, а 2+0+2=4 та 2+1+0+1=4.
- Паліндром — однаково читається в обох напрямках.

## В інших областях
- 202 рік; 202 рік до н.е.; 2.02
- 202 папа Римський — Урбан VI.
- Код HTTP статус означає, що заявка була прийнята, але ще не завершена.
- В Юнікоді 00CA16 — код символу «Ê» (Latin Capital Letter E With Circumflex).
- Телефонний код округу Колумбія в США.
- Модель автомобіля Peugeot 202, вироблявся з 1938 до 1949 року.
- 202 Хрісеїда — астероїд головного поясу.
- 202 км - відстань автодорогою від Одеси до Кілії.
- Ситуація 202 - фільм, 2006 р., Росія, режисер: Ігор Лузін. Детектив.